# Kemenate
Eine Kemenate (auch Kemnad; lateinisch caminus, -i, m. = Ofen, Feuerstätte, Kamin | caminata, -ae, beheizbarer Wohnraum) ist wörtlich genommen ein Raum mit Kamin oder Kachelofen. Im 14./15. Jahrhundert weitet sich der Begriff von der Wärmestube generell auf Wohnbauten aus Stein aus, die über solche Stuben verfügen. Meist sind die Kemenaten die Wohngebäude einer Burg; in Städten waren sie hingegen beheizbare steinerne Hinterhäuser.
Im Raum Thüringen, Sachsen und Hessen hat sich daraus eine Bezeichnung für die lokalen Breitwohntürme abgeleitet. In Nord- und Westdeutschland werden auch Steinwerke als Kemnate bezeichnet. 

## Begriffsgeschichte
Die frühe burgenkundliche Literatur des 19. Jahrhunderts sah in der Kemenate einen mittels Kamin oder Kachelofen beheizbaren Wohn- und Arbeitsraum in einer Burg (althochdeutsch cheminâta, mittelhochdeutsch kemnâte, begriffsverwandt mit frz. cheminée, engl. chimney, russisch komnata, ukrainisch kimnata). Eine caminata in den Quellen des Hochmittelalters kann allgemein als beheizbarer Raum verstanden werden. 

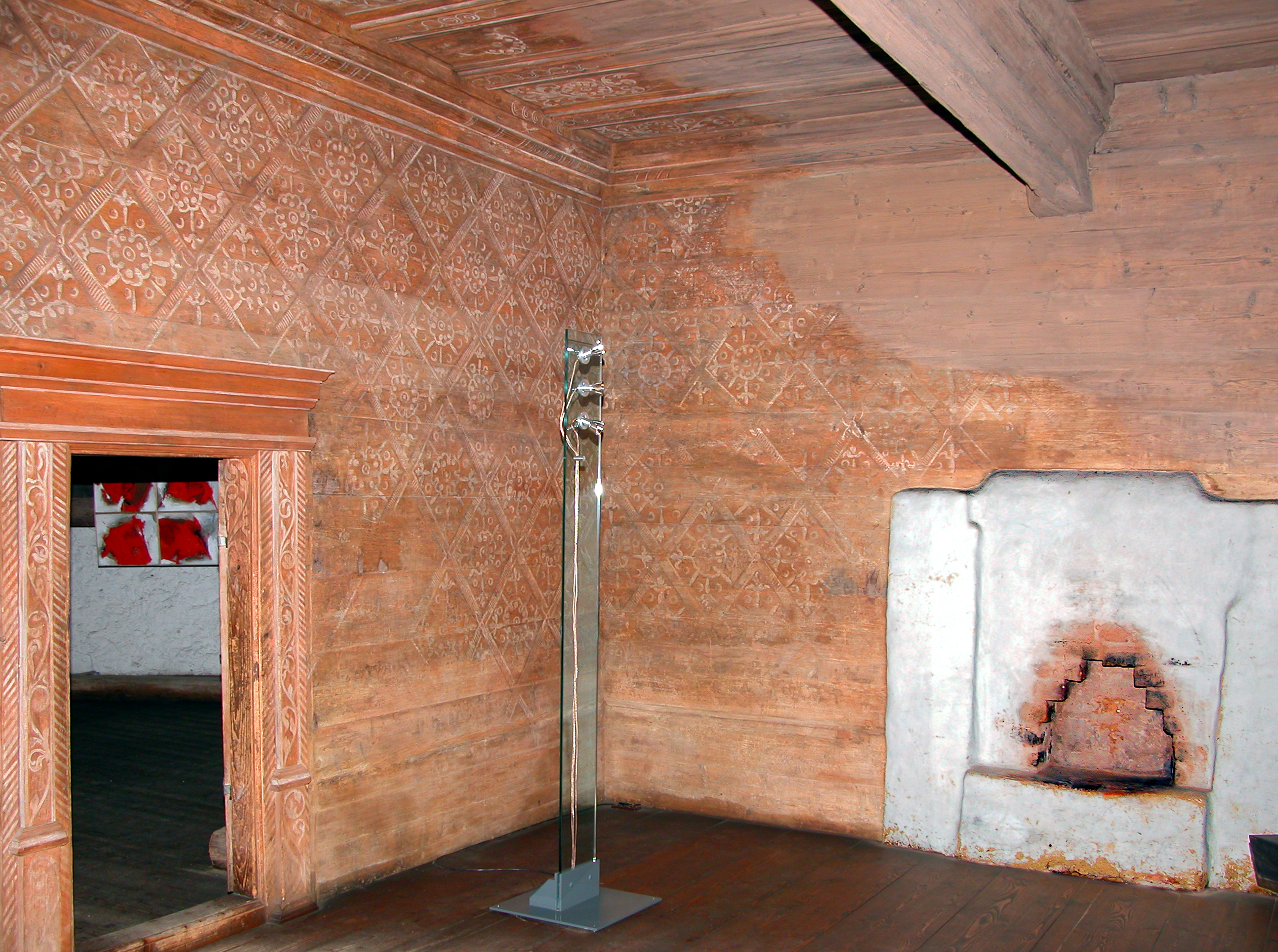
Spätgotische Bohlenstube auf Burg Schönfels

Der Begriff ist vor allem im Spätmittelalter (14./15. Jahrhundert) quellenkundlich belegt und bezeichnet dort weitergehend einen Wohnbau. Derzeit kann allerdings keine in den Schriftquellen aus dieser Zeit erwähnte Kemenate einem heute noch existierenden Bau (oder Raum in einer realen Burg) zugeordnet werden. Die Burgenforschung bezeichnet heute als Kemenate einen massiven, zumindest in Teilen beheizbaren Steinbau. Die Heizung erfolgte mit offenen Kaminen oder Kachelöfen, zur Energieersparnis häufig nur in einer einzigen eingebauten Bohlenstube, die auch bisweilen über einer Küche lag, aber nur sehr selten mit einer Warmluftheizung, die sich nur wenige leisten konnten. Als Kemenate fungierte auf einer mittelalterlichen Burg zumeist der mehrgeschossige Wohnturm oder – falls die Burg nur über einen unbewohnbaren Wehrturm, einen Bergfried, verfügte – ein separater Steinbau, meist der Palas.
Während der Burgenromantik des 19. Jahrhunderts wurde der Terminus Kemenate in Zusammenhang mit dem Minnesang und Idealbildern von mittelalterlichen Burgen gebracht. Zwar war die Kemenate als – oft einziger – beheizbarer Raum (oder Trakt) wohl zumeist den adligen Burgherren und ihren Familien (und vermutlich auch Kranken) vorbehalten, doch wurde sie nun im Sinne von Frauengemach interpretiert, was aber keinen historischen Anhaltspunkt hat. Bei historistischen Neubauten wie Schloss Neuschwanstein wurden „Kemenaten“ jedoch nun häufig in großen Dimensionen als Teil des Gebäude-Ensembles konzipiert.
Der Duden definiert Kemenate zudem heute auch als umgangssprachlichen, scherzhaften Ausdruck für einen „intimen kleinen Raum, den jemand als seinen eigenen persönlichen Bereich hat“.

## Typen

### Bezeichnung für Breitwohntürme

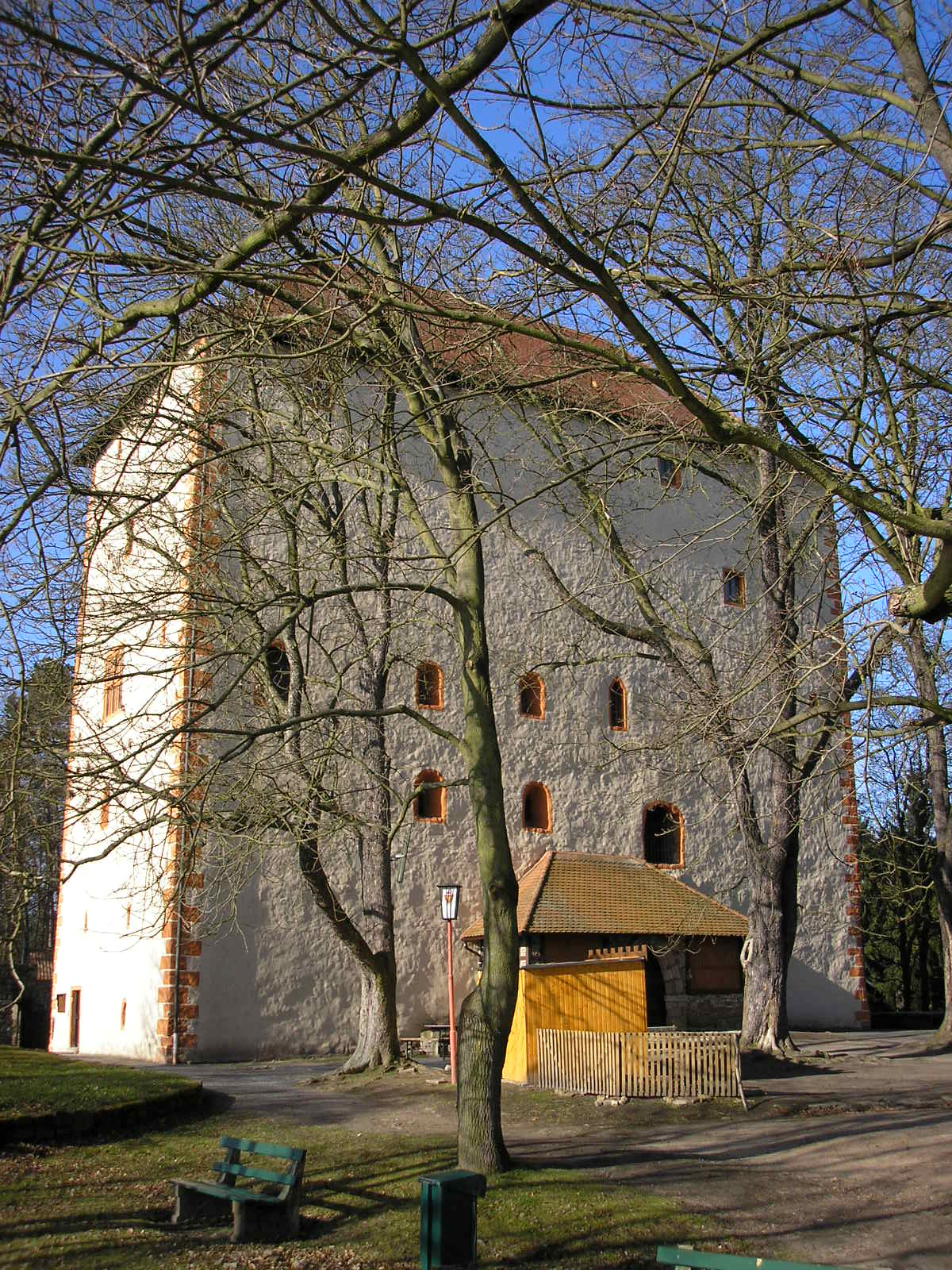
Kemenate Orlamünde

Die thüringisch-sächsischen Breitwohntürme verschiedener Burgen tragen heute meist den historisch gewachsenen Namen Kemenate, so die Kemenaten Orlamünde, Reinstädt, Ziegenrück oder Schwallungen. Diese Burgen bestanden bei ihrer Gründung wohl meist nur aus diesen Wohntürmen mit einer kurzen und einer langen Grundrissseite. Sie dienten als Turmburg oder bewohnbarer Wartturm. Später wurden sie oft weiter ausgebaut, wie beim oberfränkischen Schloss Thurnau. Breitwohntürme existieren auch auf hessischen Burgen. Im Spätmittelalter wurden – oft im Zusammenhang mit der Aufgabe großer älterer Burgen – bisweilen kleinere Wohntürme ohne Befestigungsanlagen oder Turmhäuser im Stil der Breitwohntürme errichtet. Beispiele hierfür sind die Burg Kempe in Breitenbach (Sachsen-Anhalt), nach Aufgabe der Reichsburg Breitenbach, oder das „Gotische Haus“ in Burgheßler, nach Schleifung der örtlichen „Burg Hessler“, sowie die sächsischen Ruinen Burg Kempe und Burgstein.
Warum sich für diesen Burgtypus die Bezeichnung Kemenate eingebürgert hat, ist nicht bekannt. Die Bezeichnung allein erlaubt keine Rückschlüsse auf die Nutzung oder die Art der Heizung. Letztlich musste jedes im Winter bewohnte Gebäude auf die eine oder andere Art beheizt werden. Gewiss ist, dass aufgrund des erheblichen Brennholzbedarfs auf den Burgen und Wohntürmen immer nur ein einzelner Raum (oder höchstens wenige Räume) beheizt wurden, niemals das gesamte Gebäude. Die Bezeichnung Kemenate ging also von der beheizbaren Stube auf einen Wohnbau über und wurde dann regional zur Bezeichnung für einen Burgentypus. Im Fall des Hauses Kemnade im Ruhrgebiet wurde er zum Namen des Hauses selbst.

### Kleinere beheizbare Häuser
Ein zweiter Typ von Kemenaten findet sich in mittelalterlichen Städten. Hier verfügten die Wohnhäuser wohlhabender patrizischer Kaufleute, die als Fachwerkbauten an der Straße standen, gelegentlich über kleinere Hinterhäuser, die aus Bruchsteinen auf quadratischem Grundriss errichtet und im Obergeschoss beheizbar waren. Sie waren unterkellert und mit der namensgebenden Feuerstelle ausgestattet; meist war in ihnen auch die Rauchküche untergebracht. Diese massiv steinernen Hinterhäuser waren weniger feuergefährdet als die aus Holz, Lehm und Stroh (Ständerbauweise oder Fachwerk) errichteten repräsentativen Vorderhäuser. Die kleinen rückwärtigen Bauten im Hinterhof dienten als Küchen- und Vorratsgebäude und besaßen meist eine beheizbare Bohlenstube für den Rückzug der Familie in der kalten Jahreszeit. 
In Braunschweig sind solche Kemenaten vom ausgehenden 11. bis ins 15. Jahrhundert archäologisch belegt. Am Ende dieser Periode dürfte es dort etwa 150 gegeben haben, von denen bis zu den Zerstörungen des Zweiten Weltkriegs noch etwa 100 existierten. Heute sind nur noch neun davon erhalten, darunter die Jakob-Kemenate (im Kern um 1250), die Kemenate Hagenbrücke und die Kemenate Reichsstraße 36 (beide ebenfalls 13. Jh.). Vereinzelt finden sich solche, zum Zwecke der Beheizbarkeit und Feuersicherheit klein gehaltenen und freistehenden Bauten auch als Teile von Burganlagen, so die Kemenate Schwallungen, ein auffallend kleiner Wohnturm vom Anfang des 13. Jahrhunderts.
Auch größere Bürgerhäuser mit integrierten Schwarzküchen wurden im sächsisch-thüringischen Raum bisweilen mit dem Namen Kemenate versehen, so etwa die Kemenate Großbodungen oder die Todenwarthsche Kemenate in Schmalkalden, bei denen aber die konkreten technischen Heizsysteme heute oft nicht mehr nachweisbar sind.

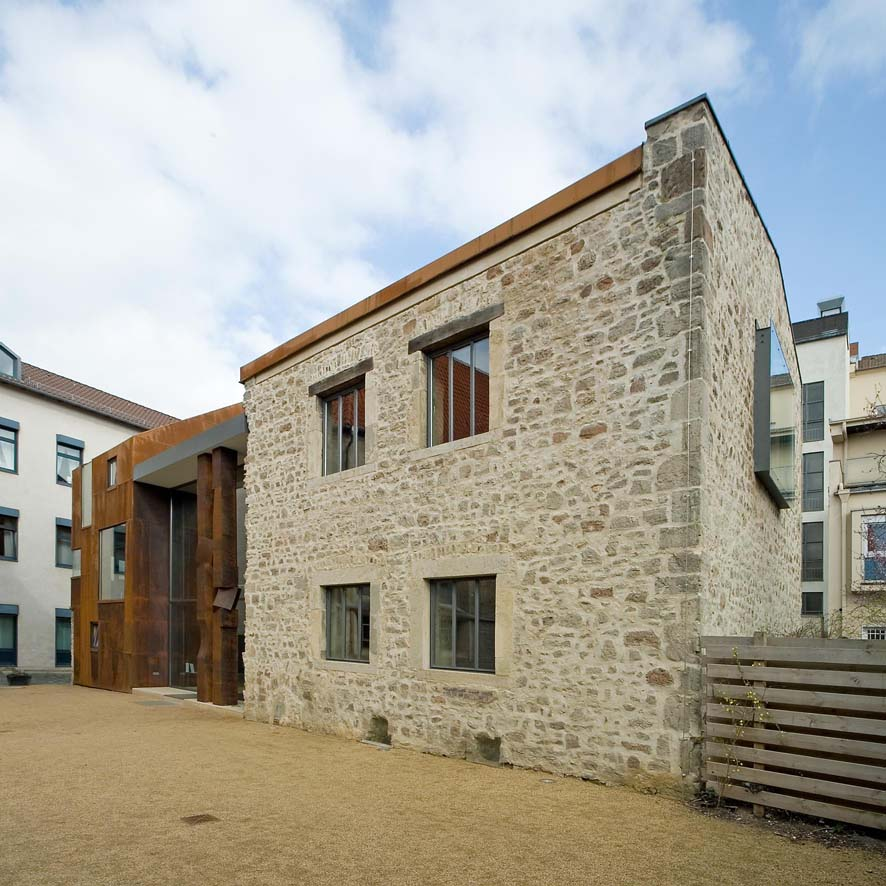
Jakob-Kemenate, Braunschweig
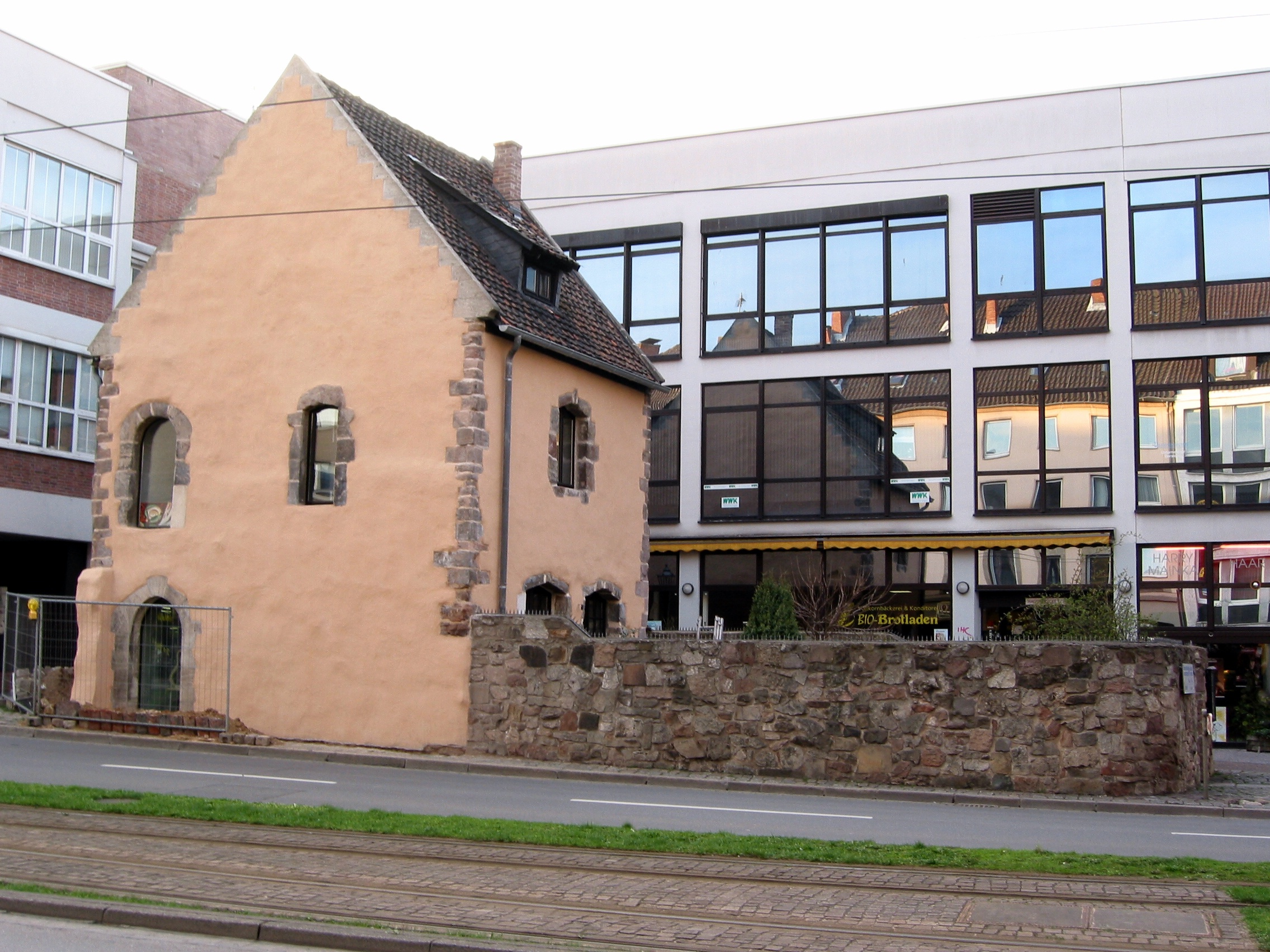
Kemenate Hagenbrücke 5, Braunschweig
Kemenate Reichsstraße 36, Braunschweig
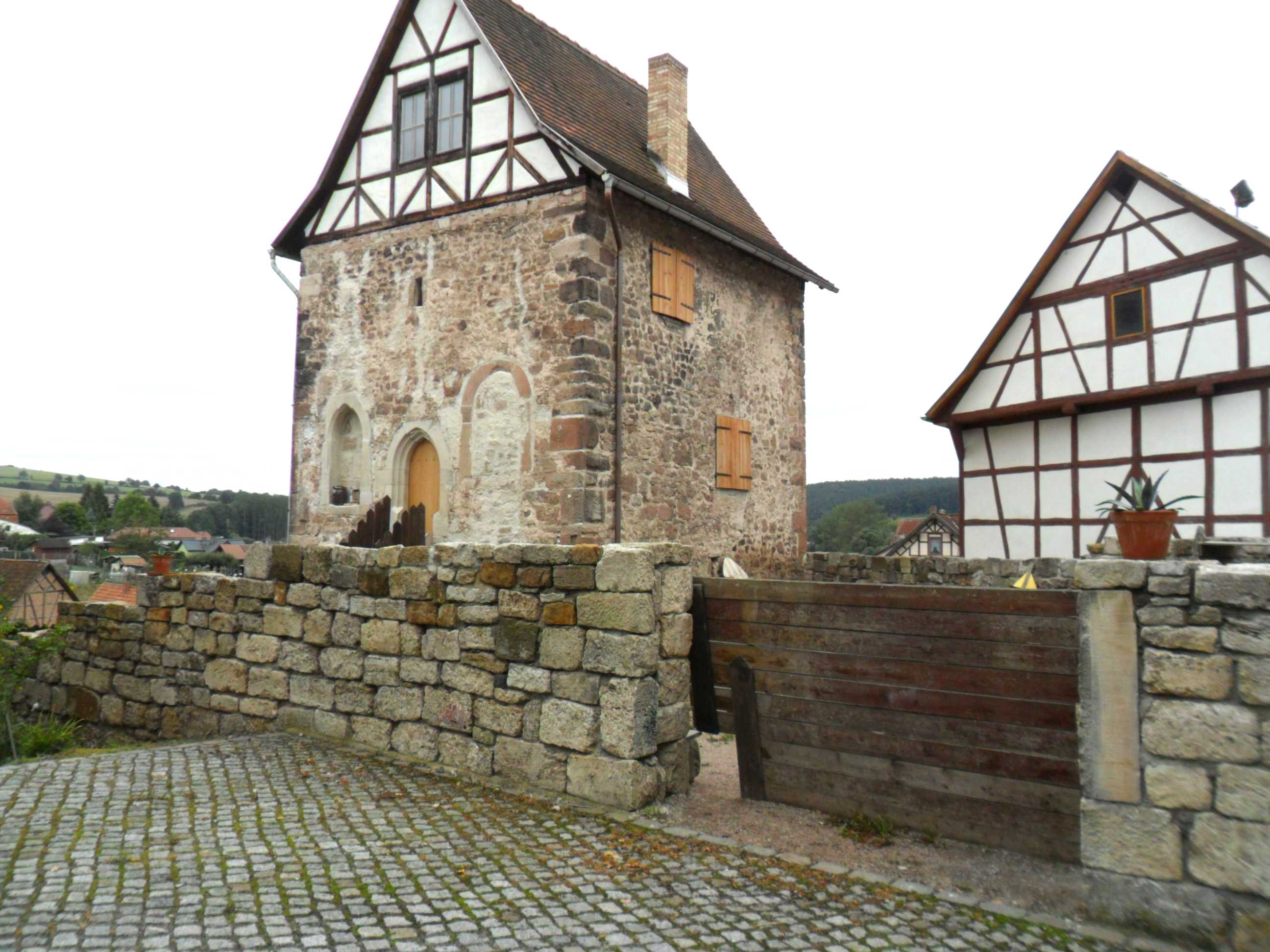
Kemenate Schwallungen